# Dinefwr Castle
Dinefwr Castle (nogle gange angliceret som Dynevor) er ruinen af en borg fra middelalderen, der ligger med udsigt til floden Tywi nær byen Llandeilo i Carmarthenshire, Wales. Den ligger på den nordlige bred af Tywi på en stejl højderyg. Dinefwr var sæde for kongeriget Deheubarth.
Den første borg på stedet skulle ifølge traditionen være blevet opført af Rhodri den Store (ca. 820 – 873/877/878), men der er ingen arkæologiske fund, der underbygger dette. Rhys ap Gruffydd genopførte borgen i sidste halvdel af 1100-tallet. Ifølge Gerald af Wales angreb Henrik 2. borgen i sin krig med Rhys. Efter hans død levede den en omskiftelig tilværelse, og i 1287 fik englænderne kontrol over borgen.
I 1403 belejrede Owain Glyndwr borgen i forsøg på at fravriste englænderne den, men uden succes.
I dag er det en listed building af første grad. Den drives af Cadw og er åben for offentligheden.